# Изхар, Самех
Самех Изхар (1916, кибуц Хульда — 21 августа 2006, Тель-Авив) ивр. ס. יזהר‎ (наст. имя — Изхар Смилянски) — израильский писатель, депутат, лауреат Государственной премии Израиля в области литературы. Писал на иврите.

## Биография
Родился в литературной семье. Отец — писатель Зеев Смилянский, дядя — классик ивритской литературы Моше Смилянский.
Первая книга Изхара, «Эфраим возвращается в Асфест», была опубликована в 1938 году. С конца 1930-х годов по конец 1950-х Изхар выпустил несколько десятков новелл и сборников коротких рассказов, книги для детей и мемуары.
В конце 1950-х вышла его эпопея «Дни Цаклега», повествующая о группе солдат в Негеве в дни Войны за независимость. За эту книгу, в возрасте всего 43 лет, он получил премию Израиля. Среди его учеников — бывший лидер партии МЕРЕЦ Шуламит Алони.
Самех Изхар избирался депутатом Кнессета от партий МАПАЙ и РАФИ в течение шести каденций, активно выступая за продвижение экологического законодательства.
Доктор философии Гарвардского университета.
Стиль писателя отличается длинными формулировками, а богатый язык произведений своеобразным синтезом высокого библейского стиля и уличной речи. Считается одним из новаторов ивритской прозы. Он также считается создателем традиции «чистоты оружия» в израильской армии.
Жена Наоми Смилянски и двое сыновей Зеев и Исраэль.

## Награды
- 1959 — Премия Израиля
- 1959 — Премия им. Хаима Бренера
- 1960 — Lamdan Prize[англ.]
- 1991 — Литературная премия имени Бялика
- 2002 — премия ЭМЕТ